# Dijkage
Onder een dijkage verstaat men een door dijken omsloten gebied.
Gewoonlijk valt een dijkage samen met een polder, maar soms kan het ook zijn dat één of meer dijken tussen twee polders na verloop van tijd worden geslecht. In dat geval vallen meerdere polders onder één dijkage.